# Liochthonius mussardi
Liochthonius mussardi är en kvalsterart som beskrevs av Sandór Mahunka 1974. Liochthonius mussardi ingår i släktet Liochthonius och familjen Brachychthoniidae. Inga underarter finns listade i Catalogue of Life.